# Siergiej Afanasjew (dyplomata)
Siergiej Aleksiejewicz Afanasjew (ros. Сергей Алексеевич Афанасьев, ur. 1912, zm. 1992) – radziecki dyplomata.

## Życiorys
Należał do WKP(b), 1934 ukończył Wydział Inżynieryjno-Ekonomiczny Leningradzkiego Kombinatu Uczelnianego, od 1939 pracował w Ludowym Komisariacie Spraw Zagranicznych ZSRR, do 23 czerwca 1941 był sekretarzem Ambasady ZSRR na Słowacji. W latach 1943–1947 był pomocnikiem ludowego komisarza/ministra spraw zagranicznych ZSRR, potem do 3 czerwca 1947 radcą Ambasady ZSRR w Norwegii, od 8 czerwca 1947 do 26 stycznia 1954 ambasadorem nadzwyczajnym i pełnomocnym ZSRR w Norwegii, potem 1954-1955 zastępcą kierownika Wydziału III Europejskiego Ministerstwa Spraw Zagranicznych ZSRR. Od 1955 do października 1958 był zastępcą kierownika Wydziału Państw Skandynawskich MSZ ZSRR, od 9 października 1958 do 31 sierpnia 1962 ambasadorem nadzwyczajnym i pełnomocnym ZSRR w Belgii, od 31 sierpnia 1962 do 21 października 1964 ambasadorem nadzwyczajnym i pełnomocnym ZSRR w Laosie, a od 9 września 1969 do 17 listopada 1973 ambasadorem nadzwyczajnym i pełnomocnym ZSRR w Tunezji.